# Rhipidia septentrionis
Rhipidia septentrionis är en tvåvingeart som beskrevs av Alexander 1913. Rhipidia septentrionis ingår i släktet Rhipidia och familjen småharkrankar. Inga underarter finns listade i Catalogue of Life.